# 마쓰카와번
마쓰카와 번(일본어: 松川藩 마쓰카와한[*])은 일본 메이지 시대 초기 히타치국 이바라키 군(현 이바라키현 히가시이바라키군 오아라이정 마쓰카와) 내에 있던 번이다. 번청은 마쓰카와 진야에 두었다.

## 번의 역사
도쿠가와 미쓰쿠니의 동생 마쓰다이라 요리모토가 미쓰쿠니에게서 2만 석을 분할 증여받아 누카다번을 세웠다. 요리모토의 사후, 그의 뒤를 이은 마쓰다이라 요리사다의 대에 영지를 무쓰국 모리야마번으로 이전하면서, 누카다 번 내의 소령을 전부 미토 번에 반환하였고, 이후 미토 마쓰다이라 가문(水戸松平家)은 모리야마 번주로써 존속하였다.
모리야마 번은 마쓰다이라 요리유키가 번주로 있던 메이지 3년(1870년), 번청을 모리야마에서 히타치국 마쓰야마로 이전하면서 마쓰카와 번이 세워졌다. 이듬해인 메이지 4년(1871년)의 폐번치현으로 마쓰카와 번은 폐지되었고, 이어서 마쓰카와 현・니이하리 현(新治県)을 거쳐 이바라키현에 편입되었던 것이다.

## 번주
- 마쓰다이라 요리유키(松平頼之) 재위 1870년 ~ 1871년